# Estadio Dr. Rubén Ramírez
El Estadio Dr. Rubén Ramírez es un estadio de fútbol de Paraguay que se encuentra ubicado en la ciudad de Asunción. En este escenario, que cuenta con capacidad para 1500 personas, hace las veces de anfitrión el equipo de fútbol del Club 3 de Noviembre.